# 稲子 (宮城県)
稲子（いねご、いなご）は、宮城県刈田郡七ヶ宿町にある集落。仙台藩の藩境と直轄林の警備のために作られた。最盛期には127人が居住したが、林業の衰退と過酷な自然のために人口が減り、2017年には居住人口が1人のみとなった。

## 地理
宮城県の南西端、蔵王連峰の南側、福島県境まで1kmの場所にある。七ヶ宿町の役場からは国道113号を西に進み、湯原地区手前の小駕籠沢集落を左折して稲子峠を経由する幅3m程の町道を7kmほど進むと（車で20分程）、国道399号に抜ける直前の谷合に稲子地区集落がある。この七ヶ宿町中心部に通じる唯一の町道も、1987年からやっと舗装工事が始められ、1997年でも半分が未舗装状態であった。また集落の近くを通る国道399号は、国道とは名ばかりの狭隘路で、摺上川源流の一つである稲子沢に沿って屈曲して走っている。この国道399号沿いには、西は山形県東置賜郡高畠町まで、東は摺上川ダム下流の福島市飯坂町茂庭まで民家はない。稲子地区から最も近い他集落は上記の小駕籠沢や湯原の集落となる。藩境に人為的に設けられた集落なので田畑が乏しく生活は厳しかった。集落の東側には稲子山がある。戦後、まだ集落に子供がいた時代は、七ヶ宿町の中学校へは通学に片道2時間かかり、冬季は親元を離れて学校の寄宿舎で生活した。標高は450mで、冬季の積雪は2mを超える。地区には水道は無く、井戸や摺上川の水を利用する。江戸時代には稲子周辺に金山もあった。

## 読み方
稲子の読み方は確定されていない。稲子出身の人は『いねご』と言うが、稲子以外の出身の人は『いなご』と呼ぶとされる。古文書に「井ねこ沢」という地名があり、稲子の地名がこの「井ねこ沢」に由来しているので、正しい呼び名は地区住民が使用している『いねご』であるという説もある。日本郵便では『イナゴ』としている。

## 歴史

### 開村
1667年、仙台藩湯原村（現在の七ヶ宿町）と江戸幕府直轄領（いわゆる天領）の伊達郡茂庭村（現福島市）の百姓どうしの領土争いが稲子集落が出来る発端となった。争いは3年間続き、幕府評定所の裁定により仙台藩湯原村側が勝ち、1670年頃に境界が決着したとされる。この時の裁定書は1995年現在も宮城県の図書館に保管されている。この争いの後、稲子は仙台藩の直轄林とされた。1681年、仙台藩は境界の警備の目的で足軽10人を住まわせ、これが稲子集落の始まりとされる。その子孫らは林業を主な仕事として生活し、戦国時代は仙台藩の杉の木を守り育てた。子孫らには、十手と捕り縄を持って山の警護や、関所守り、白石川の水番などをした話が語り継がれており、「伊達藩主直参」の足軽の子孫としての誇りを持っていたとされる。 稲子後沢（うしろさわ）という場所には1695-1736年にかけて近江国をルーツとする木地師集団が住んでいたことがあり、屋敷跡には六地蔵と万年塔が建てられていた。この木地集団は後に七ヶ宿町横川地区に転出した。

### 明治・大正時代
明治以降には養蚕や炭焼きも行われた。明治時代には、一時福島県に編入された時期もあった。1878年（明治11年）4月、郡区町村編制法の施行に関連して明治政府は地理的な条件を考慮して稲子を福島県に編入したが、「仙台藩主の直参」を自負していた稲子の住人は猛反発した。政府に連名で宮城県への復帰を請求し、住民代表の2人が上京して内務省に直訴した。直訴は打ち首だと覚悟しての行動であった。結果的に1879年（明治12年）11月に宮城県湯原村に戻されたが、稲子の住民はこの件以来昭和初期まで福島県を「敵（かたき）の国」と呼んでいた。このとき、政府への直訴の嘆願書を書いたのが、大葉安之進という人物だとされる。大葉安之進は1925年に89歳で死去するが、その曽孫の大葉亀之進はのちに「こけし」職人として全国に名が知られるようになる。

#### 木地技術の伝承
1918年と1919年に宮城県の助成で木地講習会が開催され、稲子地区に木地の技法が伝承された。これは現在でいう「村おこし」に似たイベントで、同様の講習会は同時期に七ケ宿街道の滑津や、県内の遠刈田、弥治郎や大和町の嘉太神などでも開催された。多くの人々が講習会を受講したものの、業として成り立つに至った者は極めて少なかった。稲子地区での講習会では遠刈田の名工の佐藤松之進を招いて、12名がこけしや玩具といった木製民芸品の制作を学んだが、木地挽きを継続したのは大葉亀之進（1904-1999年）だけであった。大葉亀之進は稲子の区長を長年務め、90歳を超えてもこけしを作り続けた。

### 昭和以降

#### 人口のピーク
1951年には稲子の住人は16世帯80人であった。営林署の下請け業務や炭焼きを営む者が多かった。白石営林署の宿舎が3棟建っており賑わいを見せた。林業の仕事でまとまった収入が得られた時期もあり、1960年には最多となる127人の人口を記録した。男たちは炭焼きや営林署の仕事の傍ら、毛皮目当てで村田銃を手に狩猟にも勤しんだ。ムササビ1匹を仕留めれば3-4日は働かずに暮らせる金になった。テンはその6倍の金になり、イタチは2匹で米一俵と交換できた。男たちが作った木炭を背中に背負い、稲子峠を越えて徒歩で町まで売りに行くのは女たちの仕事だった。女たちは、木炭を売った金で米や味噌を購入してまた稲子まで戻った。ゼンマイや、ウド、マイタケ、シメジは付近の山々で取れ、それらを取って回るのも女の仕事だった。山菜や野菜は樽に漬け込んで保存食にされたが、その影響で稲子の住人の塩分摂取量は多めであるとされた。1961年に電線が敷かれ集落に電気が通じるようになるが、戦後しばらくは灯油ランプが使われた。昭和23年夏から水車による自家発電が始まったが、秋は落ち葉が積もって沢の水が少なくなり、発電量が減って電灯が暗くなるような代物だった。電話もこの頃に開通した。生活必需品は、牛20頭ほどを使って、毎日荷物を背負わせて町から稲子まで運んでいた。

#### 集団移住の打診
その後石油の普及によって炭の需要が減ると営林署での仕事も激減した。若者がまず仕事を求めて町へ転出し子供もいなくなった。最多人口を記録した1960年からわずか10年後の1970年代後半には稲子地区の住人は8-9戸20人ほどになり危機的集落となった。その頃に七ヶ宿町役場から集団移転の話が出るようになった。七ヶ宿ダムの計画が1970年に知られるようになり、湖底に沈む民家のために七ヶ宿町の中心部に町営団地が造成され、稲子地区住民にも集団移転の打診があったのだとされる。しかし移転先の七ヶ宿町中心部でも商店街に店舗は少なく人口も年々減少して当時既に3200人余りとなっていたので、七ヶ宿町の団地に移住しても不便さは稲子地区と大差はないという意見が多く、誰も移住しなかった。1971年には、仙南保健所によって「移動保健所」が年に1-2回来るようになった。稲子公民館に内科、眼科、整形外科の医師と、栄養士が訪れ、住民の健康状態を診察した。

#### 分校閉鎖
1973年3月には七ヶ宿町立湯原小学校稲子分校が閉鎖された。稲子分校の校舎には30平方メートルほどの教室が1つあり、最大で18人の児童が学ぶ時期もあったが、廃校時の児童数は2名だった。教師は1人だけで、太平洋戦争中から廃校までの30年間、稲子出身の同一の教師が1年生から6年生の全員の授業を担当した。教師は将来性のない稲子地区を考えて子供たちには離村を勧めたが、そのことで保護者から「余計なことを子供に吹き込まないでくれ」と苦情が入ることもあった。この教師は校舎内のガリ版印刷機とわら半紙を使って「稲子部落」という冊子を製作し、閉校式の出席者に配布した。制作された冊子は、地区に伝えられる昔話や住人の生活について記載した10ページほどの内容であり、最後のページには「いかに辺地でも、そこに生を受け、もの心づき、そして清流に遊び、風雪にきたえられて人となった者にとっては掛け替えのない真の古里である」と書かれている。教師は閉校後仙台市に転居したが、その後も稲子出身の人々には「先生」と呼ばれ親しまれた。分校は国道399号線から未舗装の山道に入り、地蔵堂の脇を抜けた先にあったが、現在は木が生い茂り錆びた金属製のフェンスが残るのみとなっている。

### 地区の活動性低下
1980年代後半までは稲子峠の町道には除雪車が入らず、冬は稲子で急病人が出ても峠を越えることが出来ず、そのまま放っておかれることもあった。1988年から国道113号から稲子に通じる町道の除雪が始まった。それまでは町中心部、福島市、高畠町に通じる三方が冬季閉鎖となり、冬の間はスキーや雪上車でないと稲子から出ることも出来なかった。
生活必需品は区長であった大葉の妻が、事前に町役場に購入希望物品のリストを連絡し、町の職員が物品を手配して町保有の雪上車に積んで月に2-3回町から大葉宅前まで運んでいた。父親からこけし作りを継承した大葉富雄は、1996年まで冬の間は郵便配達もしていた。稲子峠が除雪されない頃は、スキーやかんじきを履いて8km離れた湯原地区の郵便局まで毎日4時間かけて往復した。新聞も郵便で配達された。
いつの頃からか、集落には「大般若経100巻」が伝わっており毎年4月20日を「大般若の日」と定めて寺の住職を招いて経を読む習慣があったが、それも1984年を最後に途絶えた。1990年6月、「海と山の交歓会」として本吉町の公民館で福祉講座を受けた卒業生のサークル「明日香」のメンバーら約20人が稲子を訪問した。「明日香」のメンバーは新鮮な魚を地区住民に贈り、稲子の住人は珍しい山菜料理で接待した。稲子の公民館にはそのときの「明日香」からの感謝状が飾られた。1993年までは、七ケ宿公民館は稲子に町内の小学生らで構成する「わんぱく団」を稲子に派遣していた。子供たちは湯原地区から7kmの町道を歩いて稲子を訪れていたが、これらの行事も次々と途絶えた。1996年には仙南保健所による「移動保健所」も廃止された。

### 平成以降

#### 限界集落へ
1995年（平成7年）、7世帯12人、平均年齢71歳となる。同年秋から七ヶ宿町が週一回の「福祉バス」の運行を開始する。それまでは山形県高畠町の医療機関や商業施設を利用する住人が多かったが、このバスによって七ヶ宿町の中心部へのアクセスが幾分か改善された。車は持っていても、冬の間は運転できないので、誰も免許を持っていなかった。1996年12月には、町が集落の北側と西側の入り口に「仙台藩山守足軽村　稲子」という看板を制作して設置した。この頃は柴田町から週に1回（水曜日）の行商も稲子を訪問していたが、すでに採算割れの状態だった。行商は軽ワゴン車を使って15-16年前から行われていた。稲子の住人が減ると、町から車で来て山菜やキノコを根こそぎ盗っていく人も増えた。
1997年の住人は6人で平均年齢は77.8歳、最若年者は68歳。6人のうち大葉富雄が原付バイクに乗れる以外は、住人自身での移動手段は無かった。最長老は90歳を超えてもこけし職人を続ける大葉亀之進だった。七ヶ宿町自体も過疎化が進行し、人口が2200人で宮城県内で最も高齢化が進んだ自治体となった。この頃は国道399号沿いに稲子地区の空き家や倉庫が15軒ほど点在していた。2001年3月には、地方選挙としての稲子行政区が廃止された。投票は稲子公民館で行われていたが、その後は稲子での投票所設置は取りやめになった。1999年、稲子でこけし工人を続けていた大葉亀之進が死去。その技術は長男の大葉富雄に受け継がれた。

#### 冬季の集落外移住
2007年10月、区長でもあった大葉富雄宅で「町政懇談会」が開催され、梅津輝雄町長より冬季の集落外移住生活が提案された。この「町政懇談会」に参加したのは大葉夫妻2人だけであった。大葉夫妻以外の住人はこの提案を受け入れ、冬季は稲子を去り町で生活することを決めた。これによって冬季に稲子に残るのは大葉夫妻の2人だけとなった。
2011年、七ヶ宿町は稲子地区への町道の除雪費用節減と吹雪のときの救急患者搬送の困難より、冬季は稲子地区を離れて老人施設や空いている町営住宅で生活するように改めて要請した。それまでは稲子地区のために年間1000万円の除雪費用がかかっていた。除雪作業の削減により事実上冬季は稲子で生活できなくなり、大葉夫妻を含めた住人全員が冬季は山を下りて町で生活することになった。町も冬季は湯原地区の町営住宅が無償提供され、月1回は除雪を行うことが条件とされた。同年の東日本大震災では大きな被害は受けなかった。

#### 超限界集落へ
2012年にはまだ炭焼きやシイタケ栽培が行われていた。稲子地区でのこけし制作は大葉富男によって2013年の時点でもまだ続けられていた。
2014年には、かつて稲子分校を開設していた七ヶ宿町立湯原小学校も閉校となった。2015年には所属する七ヶ宿町の人口も1500人を割り込み、宮城県で最も少人数の自治体となった。　2016年は稲子地区の住人は3世帯4人（最少年齢70歳）となり、高齢化率100％の超限界集落とされた。集落を通過するバスもなく、病院に通うには町が手配した隔週で運行されるタクシーを使った。伊達市の総合病院までは車で小一時間ほどかかった。住人が4人になっても、町長選や町議選の選挙カーが通い、地区唯一の選挙ポスター掲示場には候補者のポスターが貼られていた。
2016年、稲子の郵便ポストにビニール袋がかけられ、「このポストは平成28年11月23日から平成29年4月30日まで冬季間閉鎖します。この期間は湯原郵便局前のポストをご利用ください。又お急ぎの方は白石郵便局前ポストをご利用ください　　白石郵便局」と張り紙がされ、ポスト投函による郵便回収が停止された。

#### 最後の住人と稲子の現状
2017年に大葉富男は夫婦で老人施設に転居して稲子を離れた。更に1人も老人施設に入所した。これで稲子地区に住所を残すのは1人のみとなり、いわゆる廃村集落となった。最後の住人となったのは稲子に長年居住していた人物ではなく、東京や福島の工場で働き、数年前に稲子に戻ってきた71歳の独身男性であった。水道メーターの検針作業を請け負っている。買い物は福島市飯坂町や山形県高畠町へ通う。
冬季に稲子を離れるときは家の周囲に雪囲いを行い、ハクビシンなどが家に入ってこないように網で覆うが、それでも冬の間に動物が家の中に入ってきて荒らされるという。雪のために、人が住まなくなった家は積雪のためにすぐに傷んでしまうため、地区内に残っている家屋も少ない。空き家のうち2軒は、福島市で生活している元稲子住人が時々戻って宿泊している際に使用されている。分校跡にも草木が生い茂り、フェンスの一部が残るのみとなっている。2017年現在も携帯電話は電波が届かず使用できないが、福島県の地上デジタル放送は見ることが出来る。

## 特記事項
- 稲子から西に1km進んだ山形県との県境の鳩峰峠には、高畠町出身の童話作家浜田広介の童話碑がある[18]。周辺はツツジの群生地としても知られる[18]。
- 稲子後沢（うしろさわ）の木地師の集団屋敷跡には六地蔵と万年塔が建てられていたが、この木地集団はのちに七ヶ宿町横川に転出した。横川は「木地師の里」として知られるようになった。屋敷跡は現在荒廃しており沢を渡る必要があるために容易に近づくことはできないが、六地蔵と万年塔は昭和51年に子孫らによって七ヶ宿町横川に移設されている[15]。